# 高橋大輔 (サッカー選手)
高橋 大輔（たかはし だいすけ、1983年9月18日 - ）は、福岡県八女市出身の元プロサッカー選手、サッカー指導者。現役時代の登録ポジションはミッドフィールダー。
実弟の高橋祐太郎も元プロサッカー選手。

## 来歴
2006年、福岡大学から大分トリニータに加入。フォワードとして入団したが、監督のペリクレス・シャムスカに右ウィングバックとして抜擢される。4月22日のJ1第9節・大宮アルディージャ戦でプロデビューを果たし、7月22日のJ1第14節・アルビレックス新潟戦では初得点を記録。2006年天皇杯でのザスパ草津戦にてハットトリックを達成した。
2007年シーズンは前年と同じ右WBというポジションながらチーム得点王、自己最高となるリーグ10得点(そのうち4得点はヴィッセル神戸戦で記録)を挙げるが、10月27日のJ1第30節鹿島アントラーズ戦で負傷、左ひざ内側側副じん帯を損傷し、全治2カ月と診断されシーズンを終えた。
2010年より、大分のJ2降格と財政難の影響で上本大海、清武弘嗣と共にセレッソ大阪に完全移籍。同僚の家長昭博も大分との期限付き移籍満了後C大阪に期限付き移籍し、大分から4人もの選手がC大阪に移籍することとなった。C大阪では開幕直後は右ウィングバックのレギュラーとして、フォーメーションが4-5-1になって以降は右サイドバックとしてレギュラーポジションを獲得した。
2011年5月24日のACL決勝トーナメントラウンド16では0-0で迎えた試合終了間際にゴールを決め、ACL史上初となったガンバ大阪とのダービー対決を制す決勝弾を挙げた。
2012年を以てC大阪を契約満了により退団。
その後、膝を手術し現役復帰を目指していたが、2013年7月24日に現役引退が発表された。
2014年よりC大阪のトップチームのコーチに就任、その後2015年はU-18チームのコーチ、2016年はJ3に参戦しているC大阪U-23チームのコーチに就任した。2017年限りでC大阪を退団。
2018年2月、母校・福岡大学サッカー部のコーチに就任。福岡大の教員も兼務している。
2022年、再びC大阪のトップチームのコーチに就任。8月に小菊昭雄監督が新型コロナウイルス感染症の陽性反応により離脱した際には監督に代わって指揮を執った。

## エピソード
- フィギュアスケートの髙橋大輔と同姓同名であり、高橋が2010年バンクーバー五輪で銅メダルを獲得した際には、日刊スポーツで「4回転を失敗したのは残念ですけど、メダルをとれてよかったですね」とコメントしている[7]。また、当時、本人が病院で「高橋大輔さ～ん」と名前を呼ばれ、一斉に振り向かれ、別人であることにがっかりされたというエピソードも明かしている[8]。
- 2022年シーズンに監督代行を3試合務め（J1リーグ1試合、ルヴァンカップ2試合）、戦績は1勝2分。ルヴァンカップではチームの準決勝進出に貢献した。試合当日の監督の新型コロナウイルス感染症陽性判定に伴うものであったが[6]、こうした事態を従前から想定して対応しており[9]、高橋自身は「自分のスタンスとしては、今まで通り、コーチとしての立場でやると。いつも通りにやると、整理して臨みました」と初指揮後に語った[10]。ヴィッセル神戸とのリーグ戦は3-0で勝利し、リーグカップでは川崎フロンターレとの第2戦で2点を先取される厳しい状況だったが、後半90分、96分の得点で突破し準決勝進出を決めた[11]。「正直、0-2で推移していく中で、少し下を向く選手もいました。難しい状況になってきたなと感じましたが、もう一回、そこで奮い立たせて。カッコいい形ではなかったですが、気持ちで押し込んでくれた2点だと思います」「単純に、諦めなかったこと。それが全てです。そういった心持ちを、普段からしています。今年、シーズンが始まった中で、小菊監督が常に選手に植え付けていました。スタメンで出る選手だけではなく、バックアップメンバー、全ての選手たちにアプローチし続けたことが、こういった結果につながったと思います」と話した[12]。

## 所属クラブ
- 1999年 - 2001年 柳川高等学校
- 2002年 - 2005年 福岡大学
- 2006年 - 2009年 大分トリニータ
- 2010年 - 2012年 セレッソ大阪

## 個人成績
| 国内大会個人成績 | 国内大会個人成績 | 国内大会個人成績 | 国内大会個人成績 | 国内大会個人成績 | 国内大会個人成績 | 国内大会個人成績 | 国内大会個人成績 | 国内大会個人成績 | 国内大会個人成績 | 国内大会個人成績 | 国内大会個人成績 |
| 年度             | クラブ           | 背番号           | リーグ           | リーグ戦         | リーグ戦         | リーグ杯         | リーグ杯         | オープン杯       | オープン杯       | 期間通算         | 期間通算         |
| 年度             | クラブ           | 背番号           | リーグ           | 出場             | 得点             | 出場             | 得点             | 出場             | 得点             | 出場             | 得点             |
| 日本             | 日本             | 日本             | 日本             | リーグ戦         | リーグ戦         | リーグ杯         | リーグ杯         | 天皇杯           | 天皇杯           | 期間通算         | 期間通算         |
| ---------------- | ---------------- | ---------------- | ---------------- | ---------------- | ---------------- | ---------------- | ---------------- | ---------------- | ---------------- | ---------------- | ---------------- |
| 2005             | 福岡大           | 9                | -                | -                | -                | -                | -                | 2                | 1                | 2                | 1                |
| 2006             | 大分             | 20               | J1               | 23               | 5                | 4                | 0                | 2                | 4                | 29               | 9                |
| 2007             | 大分             | 20               | J1               | 29               | 10               | 5                | 2                | 0                | 0                | 34               | 12               |
| 2008             | 大分             | 20               | J1               | 21               | 1                | 5                | 0                | 0                | 0                | 26               | 1                |
| 2009             | 大分             | 20               | J1               | 32               | 5                | 3                | 0                | 2                | 0                | 37               | 5                |
| 2010             | C大阪            | 20               | J1               | 29               | 3                | 5                | 0                | 2                | 1                | 36               | 4                |
| 2011             | C大阪            | 20               | J1               | 17               | 0                | 0                | 0                | 0                | 0                | 17               | 0                |
| 2012             | C大阪            | 20               | J1               | 13               | 0                | 3                | 0                | 1                | 0                | 17               | 0                |
| 通算             | 日本             | 日本             | J1               | 164              | 24               | 25               | 2                | 7                | 5                | 196              | 31               |
| 通算             | 日本             | 日本             | 他               | -                | -                | -                | -                | 2                | 1                | 2                | 1                |
| 総通算           | 総通算           | 総通算           | 総通算           | 164              | 24               | 25               | 2                | 9                | 6                | 198              | 32               |

| 国際大会個人成績 | 国際大会個人成績 | 国際大会個人成績 | 国際大会個人成績 | 国際大会個人成績 |
| 年度             | クラブ           | 背番号           | 出場             | 得点             |
| AFC              | AFC              | AFC              | ACL              | ACL              |
| ---------------- | ---------------- | ---------------- | ---------------- | ---------------- |
| 2011             | C大阪            | 20               | 7                | 1                |
| 通算             | AFC              | AFC              | 7                | 1                |

その他の国際公式戦
- 2009年
  - パンパシフィックチャンピオンシップ 2試合0得点
  - スルガ銀行チャンピオンシップ 1試合0得点

## 代表歴
- ユニバーシアードサッカー日本代表
  - ユニバーシアード イズミル大会 (2005年)

## タイトル

### クラブ
大分トリニータ
- Jリーグカップ（2008年）

### 代表
ユニバーシアード日本代表
- ユニバーシアード (2005年)

## 指導歴
- 2014年 - 2017年 セレッソ大阪
  - 2014年 トップチームコーチ
  - 2015年 U-18コーチ
  - 2016年 - 2017年 U-23コーチ
- 2018年 福岡大学サッカー部 コーチ
- 2022年 - 2024年 セレッソ大阪 コーチ
- 2025年 - サガン鳥栖 コーチ